# Salvador Díaz Cíntora
Salvador Díaz Cíntora (Yuriria, Guanajuato, 29 de noviembre de 1937 - Ciudad de México, 2 de noviembre de 2004) fue un filólogo, catedrático, investigador y académico mexicano.

## Semblanza biográfica
Realizó sus primeros estudios en el barrio de Tacuba de la Ciudad de México, en las escuelas Joaquín Baranda, y Estado de Guerrero. Viajó a Guadalajara para continuar sus estudios de Humanidades en el Colegio Santa Rita de Casia, de la Orden de San Agustín.  
Fue catédratico en la Facultad de Filosofía y Letras de la Universidad Nacional Autónoma de México (UNAM).  Impartió clases de literatura griega y latina. Fue investigador del Instituto de Investigaciones Filológicas de la UNAM. Fue nombrado miembro de número de la Academia Mexicana de la Lengua, tomó posesión de la silla IX el 4 de mayo de 1995 con el discurso "De tomates, cacahuates y otros disparates".  Fue secretario de esta institución desde el año 2000 hasta su muerte, la cual ocurrió el 2 de noviembre de 2004 en la Ciudad de México.

## Obras publicadas
- Hesterna: poemas, en 1972.
- Xochiquetzal: estudio de la mitología náhuatl, en 1990.
- Meses y cielos. Reflexiones sobre el origen del calendario de los nahuas. UNAM. México, 1994.
- Oraciones, adagios, adivinanzas y metáforas. Libro sexto del Códice Florentino, en 1995.
- Acerca de fray Diego Valadés: su retórica cristiana, coautor, en 1996.
- Los pecados de Papantla, en 2000.